# Province de Fahs-Anjra
2591
La province de Fahs-Anjra est une subdivision à dominante rurale de la région marocaine de Tanger-Tétouan-Al Hoceïma.

## Histoire
La province de Fahs-Anjra a été créée par le décret no 2-03-527 du 10 septembre 2003. Son territoire provient de la réunion de l'ensemble des communes rurales de la province de Fahs Bni Makada, (Al Bahraoyine, Ksar Sghir, Laaouama et Malloussa) et de quatre communes rurales de la province de Tétouan (Anjra, Jouamaa, Ksar El Majaz et Taghramt).

## Géographie
La province de Fahs-Anjra, située au nord de la région de Tanger-Tétouan-Al Hoceïma, est limitée par :
- le détroit de Gibraltar au nord ;
- la préfecture de M'diq-Fnideq à l'est ;
- la province de Tétouan au sud ;
- la préfecture de Tanger-Asilah à l'ouest[7].

En 2004, elle comportait 97 295 habitants.

## Découpage administratif
Selon le découpage administratif de juin 2009, la province de Fahs-Anjra est composée de 8 communes rurales rattachées à 5 caïdats, eux-mêmes rattachés à 2 cercles :
- cercle de Fahs :
  - caïdat de Laaouama : Laaouama,
  - caïdat de Malloussa : Al Bahraoyine et Malloussa,
  - caïdat de Ksar Sghir : Ksar Sghir ;
- cercle d'Anjra :
  - caïdat d'Anjra : Jouamaa et Anjra,
  - caïdat de Taghramt : Ksar El Majaz  et Taghramt.